# جيراردو غاليندو
جيراردو غاليندو (بالإسبانية: Gerardo Galindo)‏ (23 مايو 1978 في المكسيك - ) هو لاعب كرة قدم مكسيكي في مركز الوسط. شارك مع منتخب المكسيك لكرة القدم. أما مع النوادي، فقد لعب مع نادي أونيفرسيداد ناسيونال ونادي تيخوانا ونادي تيكوس ونادي مونتيري ونادي نيكاكسا واستوديانتس دي التاميرا ‏.

## وصلات خارجية
- جيراردو غاليندو على موقع قاعدة بيانات كرة القدم.إي يو (الإنجليزية)
- جيراردو غاليندو على موقع ناشيونال فوتبول تيمز (الإنجليزية)
- جيراردو غاليندو على موقع Soccerway.com (الإنجليزية)